# Rory Kinnear
Rory Kinnear (Londra, 17 febbraio 1978) è un attore britannico.
Nel corso della sua carriera da attore ha lavorato con la Royal Shakespeare Company e il Royal National Theatre. È principalmente noto al grande pubblico per aver interpretato il ruolo di Bill Tanner (agente dell'MI6) nelle pellicole Quantum of Solace, Skyfall, Spectre e No Time to Die della serie cinematografica di James Bond.

## Biografia
Figlio degli attori Roy Kinnear e Carmel Cryan, Rory Kinnear ha due sorelle, Kirsty e Karina. Educato alla Tower House School e alla St Paul's School a Londra, frequenta anche il Balliol College di Oxford e studia recitazione alla London Academy of Music and Dramatic Arts.
Ha soprattutto svolto attività teatrali, ricevendo commenti positivi da pubblico e critica. Ha recitato in Maria Stuarda di Phyllida Lloyd di e nell'Amleto di Trevor Nunn. Ha vinto il Premio Laurence Olivier per l'interpretazione in The Man of Mode al National Theatre, come miglior attore non protagonista e il premio Ian Charleson. Altri notevoli lavori teatrali includono The Revenger's Tragedy di Thomas Middleton, Philistines di Maxim Gorky, e un adattamento teatrale del film di Nikita Mikhalkov Burnt by the Sun, tutti per il National Theatre. Ha recitato in The Last of the Haussmans di Stephen Beresford al National Theatre durante l'estate del 2012. Lo spettacolo è stato trasmesso nei cinema di tutto il mondo l'11 ottobre 2012 attraverso il programma National Theatre Live. Ha recitato al fianco di Adrian Lester in Otello al National Theatre per tutta l'estate del 2013. Entrambi gli attori hanno vinto il premio come miglior attore agli Evening Standard Theatre Awards. Normalmente il premio viene assegnato ad un solo attore, ma i giudici non sono stati in grado di scegliere. Kinnear ha vinto il Laurence Olivier Award come miglior attore 2014, per la sua performance in Otello.
Dal settembre 2013, il Bush Theatre ha messo in scena l'opera d'esordio di Kinnear The Herd, diretta da Howard Davies e andato in scena allo Steppenwolf Theatre di Chicago a partire dal 2 aprile 2015. Nell'ottobre 2017, è apparso nel ruolo principale di Young Marx, al Bridge Theatre. Ha recitato nel ruolo principale in Macbeth con Anne-Marie Duff dal febbraio 2018.
È stato particolarmente apprezzato per la simpatica interpretazione di Denis Thatcher in The Long Walk to Finchley (2008), una drammatizzazione della BBC dei primi anni della carriera politica di Margaret Thatcher, interpretato anche da Andrea Riseborough e Samuel West. Come già specificato in precedenza, ha interpretato l'agente governativo Bill Tanner nei film di James Bond Quantum of Solace, Skyfall, Spectre e No Time to Die. Da voce narrante ad attore, ha preso parte in numerose produzioni artistiche della BBC. Nel 2017 ha inoltre partecipato al film iBoy, e nel 2019 alla miniserie Years and Years. Nel 2022 prende parte al film Men e nel 2023 ha recitato in Bank of Dave.

## Filmografia

### Attore

#### Cinema
- Quantum of Solace, regia di Marc Forster (2008)
- Wish 143, regia di Ian Barnes - cortometraggio (2009)
- Wild Target, regia di Jonathan Lynn (2010)
- Broken - Una vita spezzata (Broken), regia di Rufus Norris (2012)
- Skyfall, regia di Sam Mendes (2012)
- Cuban Fury, regia di James Griffiths (2014)
- The Imitation Game, regia di Morten Tyldum (2014)
- Un amore per caso (Man Up), regia di Ben Palmer (2015)
- Spectre, regia di Sam Mendes (2015)
- Codice criminale (Trespass Against Us), regia di Adam Smith (2016)
- IBoy, regia di Adam Randall (2017)
- Peterloo, regia di Mike Leigh (2018)
- No Time to Die, regia di Cary Fukunaga (2021)
- Men, regia di Alex Garland (2022)

#### Televisione
- Judge John Deed – serie TV, 1 episodio (2001)
- Menace – miniserie TV, 1 puntata (2002)
- Ultimate Force – serie TV, 1 episodio (2002)
- The Second Coming – miniserie, 1 puntata (2002)
- Testimoni silenziosi (Silent Witness) – serie TV, 2 episodi (2005)
- Secret Smile – miniserie TV, 1 puntata (2005)
- Five Days – serie TV, 5 episodi (2007)
- Mansfield Park, regia di Iain B. MacDonald – film TV (2007)
- Comedy Showcase – serie TV, 1 episodio (2007)
- Messiah: The Rapture, regia di Harry Bradbeer – miniserie (2008)
- The Curse Of Steptoe, regia di Michael Samuels – film TV (2008)
- Margaret Thatcher: The Long Walk To Finchley, regia di Niall MacCormick – film TV (2008)
- Minder – serie TV, 1 episodio (2009)
- Ashes to Ashes – serie TV, 1 episodio (2009)
- Waking the Dead – serie TV, 2 episodi (2009)
- The Thick of It – serie TV, 1 episodio (2009)
- Beautiful People – serie TV, 1 episodio (2009)
- Cranford – serie TV, 1 episodio (2009)
- Lennon Naked - Essere John Lennon (Lennon Naked), regia di Edmund Coulthard – film TV (2010)
- Vexed – serie TV, 3 episodi (2010)
- The First Men in the Moon, regia di Damon Thomas – film TV (2010)
- Women in Love, regia di Miranda Bowen – miniserie TV (2011)
- Black Mirror – serie TV, 1 episodio (2011)
- The Mystery of Edwin Drood, regia di Diarmuid Lawrence – miniserie TV (2012)
- The Hollow Crown – miniserie TV, 1 puntata (2012)
- Loving Miss Hatto, regia di Aisling Walsh – film TV (2012)
- Southcliffe, regia di Sean Durkin – miniserie TV (2013)
- Lucan, regia di Adrain Shergold – film TV (2013)
- Count Arthur Strong – serie TV, 21 episodi (2013-2017)
- Penny Dreadful – serie TV, 22 episodi (2014-2016)
- Il seggio vacante (The Casual Vacancy), regia di Jonny Campbell – miniserie TV (2015)
- Brexit: The Uncivil War, regia di Toby Haynes – film TV (2019)
- Years and Years – miniserie TV, 6 puntate (2019)
- Caterina la Grande (Catherine the Great), regia di Philip Martin – miniserie TV, 3 puntate (2019)
- Penny Dreadful: City of Angels – serie TV, 10 episodi (2020)
- Our Flag Means Death – serie TV, 7 episodi (2022)
- The Diplomat – serie TV, 14 episodi (2023-2024)
- Il Signore degli Anelli - Gli Anelli del Potere (The Lord of the Rings: The Rings of Power) – serie TV, episodi 2x04-2x06-2x08 (2024)
- Non dire niente (Say Nothing), regia di Michael Lennox, Mary Nighy e Anthony Byrne – miniserie TV, 3 puntate (2024)
- Toxic Town, regia di Minkie Spiro – miniserie TV, 3 episodi (2025)

### Doppiatore
- Ghosts of Albion: Embers, regia di John Ainsworth – film TV (2004)
- James Bond 007: Blood Stone – videogioco (2010)
- GoldenEye 007 – videogioco (2010)
- The Trouble With Tolstoy, 1 episodio – serie TV documentario (2011)
- 007 Legends – videogioco (2012)
- Dinner at 11, regia di Marina Parker – documentario (2014)
- La collina dei conigli (Watership Down), 1 episodio - miniserie animata (2018)[7]

## Teatro
- Il gabbiano (2002)
- La tempesta (2002)
- La bisbetica domata (2003)
- The Tamer Tamed (2003)
- Cimbelino (2003)
- Festen - Festa in famiglia (2004)
- Amleto (2004)
- Maria Stuarda (2005)
- Southwark Fair (2006)
- The Man Of Mode (2007)
- Philistines (2007)
- The Revenger's Tragedy (2008)
- Sole ingannatore (2009)
- Misura per misura (2010)
- Amleto (2010)
- The Last Of The Haussmans (2012)
- Otello (2013)
- Il processo (2015)
- L'opera da tre soldi (2016)
- Young Marx (2017)
- Macbeth (2018)
- Here We Are (2025)

## Doppiatori italiani
Nelle versioni in italiano delle opere in cui ha recitato, Rory Kinnear è stato doppiato da:
- Massimo De Ambrosis in Quantum of Solace, Spectre, Codice criminale, Penny Dreadful: City of Angels, No Time to Die, The Diplomat
- Massimo Rossi in The Imitation Game, Peterloo, Bank of Dave
- Francesco De Francesco ne Il Signore degli Anelli - Gli Anelli del Potere, Toxic Town
- Marco De Risi in Wild Target
- Francesco Prando in Black Mirror
- Stefano Alessandroni in Broken - Una vita spezzata
- Vittorio De Angelis in Skyfall
- David Chevalier in Penny Dreadful
- Stefano Crescentini in Il seggio vacante
- Dario Oppido in iBoy
- Enrico Di Troia in Years and Years
- Andrea Lavagnino in Caterina la Grande
- Simone D'Andrea in Men
- Roberto Pedicini in Il ministero della guerra sporca

Da doppiatore è sostituito da:
- David Chevalier in La collina dei conigli